# Линч, Ричард
Ричард Линч (англ. Richard Lynch; 12 февраля 1940, Бруклин — 19 июня 2012) — американский актёр.

## Биография
Родился 12 февраля 1940 года (по некоторым данным в 1936). С 1958 по 1960 год служил в морской пехоте США. В 1967 году под действием ЛСД попытался совершить акт самосожжения, в результате чего получил множество ожогов и впоследствии — шрамов. Наличие многочисленных шрамов предопределило его дальнейшее амплуа как актёра — злодея и отрицательного героя. В 1983 году получил премию «Сатурн» за лучшую мужскую роль второго плана в фильме «Меч и колдун».
Умел играть на музыкальных инструментах: саксофоне, гитаре, фортепиано и флейте. Также увлекался рыбалкой, поэзией и архитектурой. Помимо американского гражданства имел ирландское, и в Ирландии бывал частым гостем.
У Линча был брат Барри, также актёр, и кроме этого Ричард играл в одном фильме со своей женой Лили в одном из фильмов в 1998 году, и в другом фильме с сыном Кристофером.
Линч был женат дважды — сначала на Беатрикс Линч (их сын Кристофер умер в 2005 году от пневмонии), а затем на Лили Линч.
19 июня 2012 года Ричард умер в своём доме в Палм-Стрингс, штат Калифорния. Смерть актёра, видимо, могла наступить по «естественным причинам».

## Избранная фильмография
| Год  |   | Русское название        | Оригинальное название      | Роль               |
| ---- | - | ----------------------- | -------------------------- | ------------------ |
| 1973 | ф | Пугало                  | Scarecrow                  | Райли              |
| 1973 | ф | От семи лет и выше      | The Seven-Ups              | Мун                |
| 1977 | ф | Каскадёры               | Stunts                     | Пит Ластиг         |
| 1978 | ф | Смертельный спорт       | Deathsport                 | Анкар Мур          |
| 1979 | с | Ангелы Чарли            | Charlie’s Angels           | Фредди Джефферсон  |
| 1980 | ф | Формула                 | The Formula                | Клейдон / Тедеско  |
| 1982 | ф | Меч и колдун            | The Sword And The Sorcerer | Кромвелл           |
| 1985 | ф | Вторжение в США         | Invasion U.S.A.            | Михаил Ростов      |
| 1987 | ф | Варвары                 | The Barbarians             | Кадар              |
| 1988 | ф | Маленький Никита        | Little Nikita              | Скуба              |
| 1989 | ф | Высокие ставки          | High Stakes                | Слим               |
| 1991 | ф | Аллигатор 2: Мутация    | Alligator II: The Mutation | Хоук Хоукинс       |
| 1994 | ф | Матч смерти             | Death Match                | Джимми Фрателло    |
| 1995 | с | Горец                   | Highlander: The Series     | Джон Кирин / Кейдж |
| 1995 | ф | Кровавая дорога         | Destination Vegas          | Ричард             |
| 2002 | ф | Проклятие золотой шахты | Curse of the Forty-Niner   | старик Причард     |
| 2007 | ф | Хэллоуин 2007           | Halloween                  | директор Чемберс   |
| 2009 | ф | Похороненная            | Laid to Rest               | мистер Джонс       |
| 2012 | ф | Повелители Салема       | The Lords of Salem         | преподобный Хоторн |